# نیکولاس (جورجیا)
نیکولاس، جورجیا (به انگلیسی: Nicholls, Georgia) یک شهر در ایالات متحده آمریکا با جمعیت ۳٬۴۷۳ نفر است که در جورجیا واقع شده‌است.

## موقعیت جغرافیایی
موقعیت جغرافیایی شهرها و مناطق اطراف به شرح زیر است: